# 河合隆裕

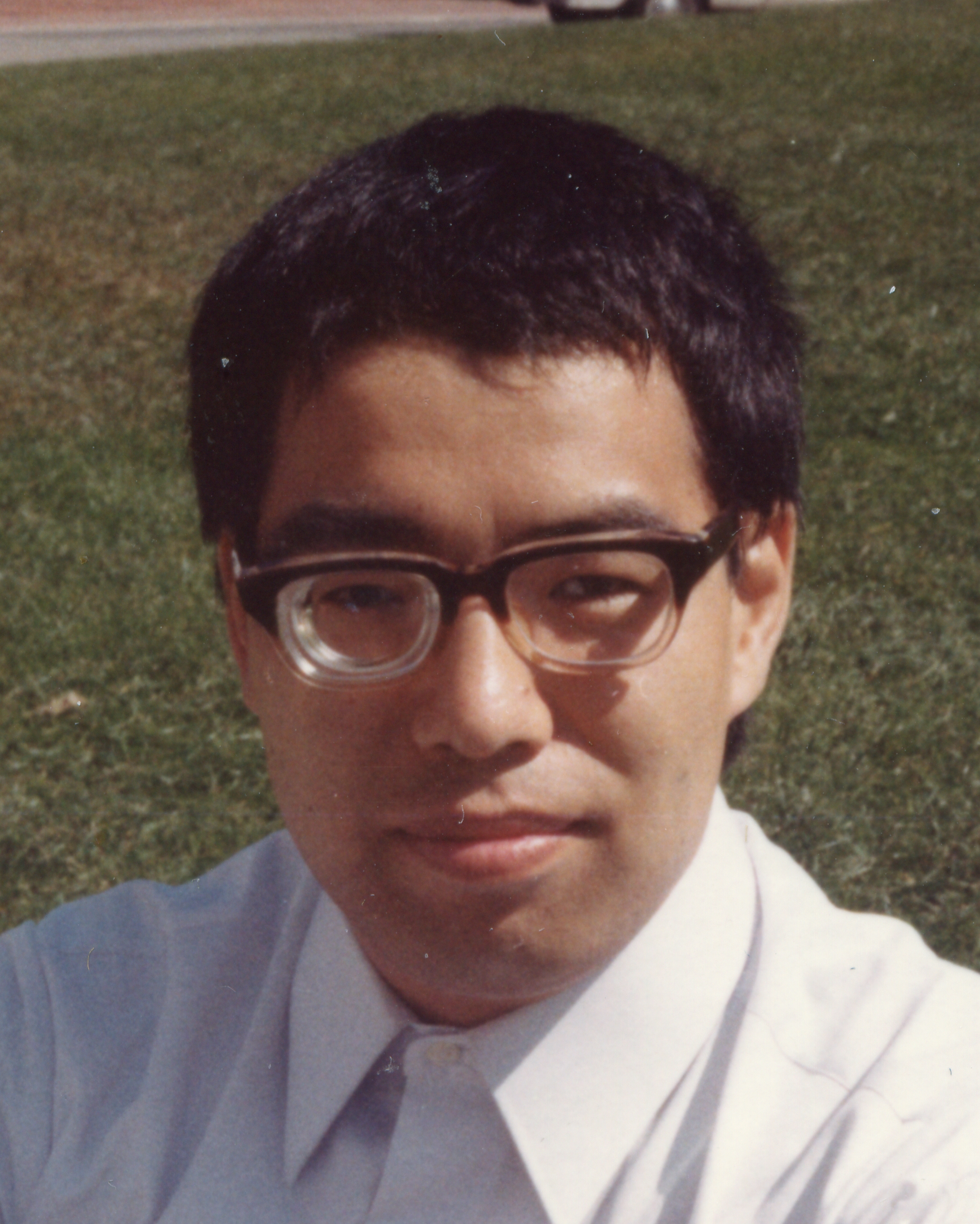
河合隆裕

河合 隆裕（かわい たかひろ、1945年2月20日 - ）は、日本の数学者。京都大学数理解析研究所名誉教授。理学博士（京都大学・1973年）。専門は代数解析学、偏微分方程式、数理物理学。師は小松彦三郎と佐藤幹夫。愛知県出身。

## 業績
佐藤幹夫、柏原正樹と共に代数解析学の基礎を築き上げ、超局所解析学、極大過剰決定系の理論を構築した。一連の代数解析学の仕事を終えた後は、佐藤、柏原とは違いより解析的なものに研究の対象を移し、超局所解析学を完全最急降下法や特異摂動法に応用し代数解析学の一つの主要な方法として確立するのに貢献した。現在は高階Painlevé方程式やストークス幾何学も研究している。

## 略歴
- 1968年 - 東京大学理学部数学科卒
- 1969年 - 同大学院修士課程修了
- 1973年 - 京都大学で博士号を取得。
  - 博士論文は「On the global existence of real analytic solutions of linear differential equations―線型微分方程式の実解析解の大域的存在について」[2]
- 1977年 - 日本数学会彌永賞：超函数論並びに偏微分方程式論の研究[3]
- 1987年 - 朝日新聞社朝日賞：代数解析学の研究（柏原正樹とともに）[4]
- 2025年 - 瑞宝中綬章[5][6]

## 日本語著作

### 単著
- 河合隆裕『特異摂動論』京都大学、1996年。
- 河合隆裕『Exact WKB解析と超局所解析』京都大学、1999年。
- 河合隆裕『完全WKB法に拠る微分方程式の構造解析』京都大学、2007年2月。
- 河合隆裕『仮想的変わり点を中心とする高階微分方程式の完全WKB解析』京都大学、2008年3月。

### 共著
- 河合隆裕、柏原正樹・木村達雄『代数解析学の基礎』紀伊国屋書店〈紀伊国屋数学叢書 18〉、1980年4月。ISBN 978-4-314-00293-6。
  - 河合隆裕、柏原正樹・木村達雄『代数解析学の基礎』紀伊国屋書店〈紀伊国屋数学叢書 18〉、2008年9月。ISBN 978-4-314-70121-1。
- 河合隆裕 著、青本和彦ほか編 編『特異摂動の代数解析学』竹井義次、岩波書店〈岩波講座現代数学の展開 2〉、1998年9月。ISBN 4-00-010651-1。
  - 河合隆裕『特異摂動の代数解析学』竹井義次、岩波書店、2008年5月。ISBN 978-4-00-006291-6。
  - 河合隆裕『特異摂動の代数解析学(岩波オンデマンドブックス)』竹井義次、岩波書店、2018年7月。ISBN 978-4007307850。
- 佐藤幹夫ほか著 著、木村達雄編 編『佐藤幹夫の数学』日本評論社、2007年8月。ISBN 978-4-535-78514-4。